# Tamarite de Litera
Tamarite de Litera è un comune spagnolo di 3 655 abitanti situato nella comunità autonoma dell'Aragona.
Assieme al comune di Binéfar funge da capoluogo della comarca La Litera.
Fa parte di una subregione denominata Frangia d'Aragona. Lingua d'uso è, da sempre, un dialetto appartenente alla grande famiglia del catalano occidentale.